# Nikołaj Lemajew
Nikołaj Wasiljewicz Lemajew (ros. Никола́й Васи́льевич Лема́ев, ur. 14 listopada 1929 w Krasnym Jarze w obwodzie samarskim, zm. 24 grudnia 2000 w Moskwie) – radziecki polityk, minister przemysłu rafineryjnego i petrochemicznego ZSRR (1985-1989), członek KC KPZR (1986-1990), Bohater Pracy Socjalistycznej (1980).
Od 1955 członek KPZR, w 1956 ukończył studia w Instytucie Naftowym w Ufie, pracował jako inżynier w kombinacie petrochemicznym w Tatarskiej ASRR, gdzie był m.in. zastępcą głównego inżyniera, 1960-1963 zastępca szefa Zarządu Przemysłu Chemicznego Tatarskiego Sownarchozu. Od 1963 dyrektor i dyrektor generalny kombinatu petrochemicznego w Niżniekamsku, 1977-1985 dyrektor generalny PO "Niżniekamsknieftiechim" Ministerstwa Przemysłu Rafineryjnego i Petrochemicznego ZSRR, od marca 1985 I zastępca ministra, a od 18 października 1985 do 27 czerwca 1989 minister przemysłu rafineryjnego i petrochemicznego ZSRR. Od 17 lipca 1989 do 24 września 1990 minister przemysłu chemicznego i rafineryjnego ZSRR, następnie na emeryturze, 1992-2000 prezes AO "Nieftiektiechno" i doradca prezydenta Tatarstanu Szajmijewa, przewodniczący Rady Dyrektorów AO "Niżniekamsknieftiechim". Doktor nauk technicznych (1983). 1986-1990 członek KC KPZR.

## Odznaczenia
- Medal Sierp i Młot Bohatera Pracy Socjalistycznej (13 czerwca 1980)
- Order Lenina (dwukrotnie - 1971 i 1980)
- Order Rewolucji Październikowej (1974)
- Order Czerwonego Sztandaru Pracy (1966)
- Order „Za zasługi dla Ojczyzny” IV klasy (29 maja 2000)

I medale.